# Nokia E63
Pour les articles homonymes, voir E63.
Le Nokia E63 est commercialisé comme un téléphone d'affaires fait par Nokia. Il est basé sur la plate-forme S60 Symbian. Bien qu'il ressemble beaucoup au E71, son corps est fait de plastique et non en acier comme le Nokia E71. Son clavier est constitué d'un matériau différent de celui du E71. Beaucoup de ces spécifications sont identiques à l'E71, sauf pour l'absence de GPS et d'infrarouge, l'absence de HSDPA et l'appareil photo de qualité inférieur avec un objectif à focale fixe.

## Caractéristiques
- Système d'exploitation : Symbian OS S60 v3.1 (3rd Edition, Feature Pack 1)
- Processeur : vARM 11 369 MHz
- GSM/EDGE
- 113 × 59 × 13 mm pour 126 grammes
- Écran résistif de 2.36 pouces de définition 320 × 240 pixels
- Batterie de 1 500 mAh
- Mémoire : 120 Mo extensibles par carte mémoire Micro SD limité à 16 Go
- Mémoire de RAM de 110 Mo
- Appareil photo numérique de 2 MégaPixels
- WiFi b,g
- Bluetooth 2.0  Stéréo
- Jack (prise) 3,5 mm
- Vibreur
- DAS :  1,10 W/kg.